# Vaca esférica

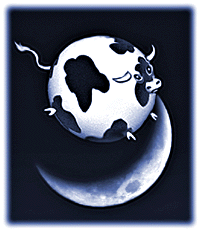
Una vaca esférica que vuela a la luna

Vaca esférica es una metáfora humorística utilizada en contextos científicos, especialmente en la física teórica, para representar la tendencia a realizar simplificaciones extremas en los modelos científicos con el fin de facilitar el análisis matemático de problemas complejos. La expresión se deriva de un chiste popularizado entre físicos teóricos:

La producción de leche de una granja era tan baja que el granjero pidió ayuda a la universidad local. La universidad organizó un equipo multidisciplinar de investigadores, liderado por un físico teórico, que pasó dos semanas recopilando datos en la granja. De regreso en la universidad, se encargó al líder redactar el informe. Poco después, el granjero recibió el documento, que comenzaba así: «Tengo la solución, pero funciona solo en el caso de vacas esféricas en el vacío».

La frase «supongamos que la vaca es una esfera» se ha convertido en un cliché dentro de la cultura científica, utilizado tanto con tono irónico como autocrítico para referirse a modelos idealizados que pueden resultar útiles para el análisis teórico, pero que se alejan notablemente de las condiciones reales.

## Variantes y contexto
Como muchas otras bromas científicas, la vaca esférica ha dado lugar a múltiples variantes. Algunas versiones sitúan a la vaca en el vacío, ironizando sobre entornos idealizados comunes en modelos físicos; otras reemplazan a la vaca por caballos, pollos u otros animales, en contextos similares relacionados con experimentos o producción agrícola.
Aunque hoy se asocia principalmente con la física teórica, esta metáfora no se originó necesariamente en este ámbito. En España, durante la década de 1990, el chiste era frecuente entre estudiantes y profesores de ingeniería, donde se empleaba como crítica a la actitud desdeñosa de las ciencias puras —y en particular de la física teórica— hacia las disciplinas ingenieriles, más centradas en soluciones prácticas y aplicables. El chiste se utilizaba como sátira de una jerarquía académica que a menudo relegaba a la ingeniería a un estatus intelectual inferior por no seguir una línea teórica "pura".
Una versión clásica del chiste relata un concurso entre un matemático, un físico y un ingeniero, a quienes se pide determinar el volumen de una vaca:
- El matemático propone cortar la vaca en rodajas infinitesimales, calcular el área de cada sección y luego integrar para obtener el volumen total. El jurado celebra la respuesta como rigurosa y elegante.
- El físico sugiere sumergir la vaca en un tanque de agua y medir el volumen de líquido desplazado, propuesta que entusiasma al jurado por su ingenio experimental.
- El ingeniero, por su parte, comienza su intervención diciendo: «Supongamos que la vaca es una esfera…», lo que provoca risas y comentarios desdeñosos.

Paradójicamente, esta última propuesta, aunque caricaturesca, refleja una aproximación típica de la ingeniería: recurrir a modelos simplificados para obtener soluciones eficientes y suficientemente precisas. Desde esta perspectiva, la apropiación posterior del chiste por parte de la física teórica ha sido interpretada como una segunda "humillación": primero al caricaturizar al ingeniero, y luego al absorber la anécdota en el discurso académico, ignorando su origen crítico.

## Uso pedagógico y científico
La metáfora de la vaca esférica aparece frecuentemente en textos de divulgación científica, manuales de física estadística, mecánica de fluidos, teoría de modelos y cursos universitarios. Funciona como una ilustración del compromiso —y en ocasiones del conflicto— entre realismo y manejabilidad en la formulación de modelos científicos.
Fuera del ámbito académico, la metáfora también se ha empleado en debates sobre la aplicabilidad de los modelos teóricos a problemas reales:
- En economía, se utiliza para cuestionar suposiciones como la existencia de mercados perfectamente eficientes.
- En biología, ilustra la insuficiencia de modelos simplificados ante la complejidad de los ecosistemas.
- En ingeniería, destaca la necesidad de incorporar condiciones reales en el diseño de sistemas.
- En filosofía de la ciencia, ha motivado reflexiones sobre el equilibrio entre simplicidad, precisión y veracidad en la representación del mundo.

## Cultura popular
- En el capítulo «The Cooper-Hofstadter Polarization» de la serie de televisión The Big Bang Theory, el personaje Leonard Hofstadter alude al chiste mencionando un "pollo esférico".
- La expresión da título al libro Consider a Spherical Cow: A Course in Environmental Problem Solving (Considere una vaca esférica: un curso sobre resolución de problemas ambientales), de John Harte.[3]
- El comediante británico Chris Morris hace una referencia literal en su serie paródica Brass Eye.
- "Spherical Cow" fue el nombre clave de la distribución Fedora 18 del sistema operativo Linux.[4]